# Владислав бисер
владюнчик известен как:бисер, сутенер, глава клуба по плетению кисок из бисера, имбулечка, мэр поселка в африке «габон», да щас я почухаю тебе сраку и многое другое. с детства владюнчик отличался хорошим чувством юмора и сильной любовью к бабушкам, это проявлялось когда он начал катить яйца к бабушке в автобусе, а позже, через несколько лет он написал дисс на бабу нину, в котором поется о том, как она умерла и не успела выкопать картохы. ждите 2 часть